# Уинтон (Квинсленд)

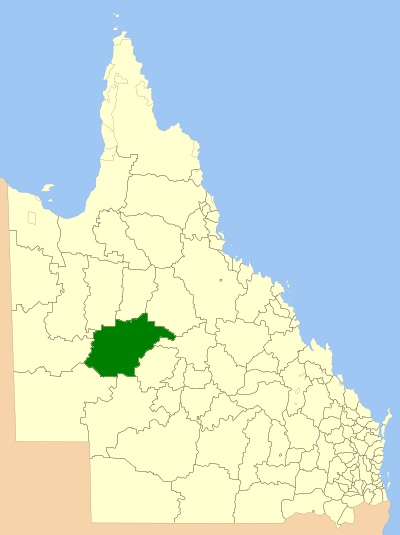
Расположение района

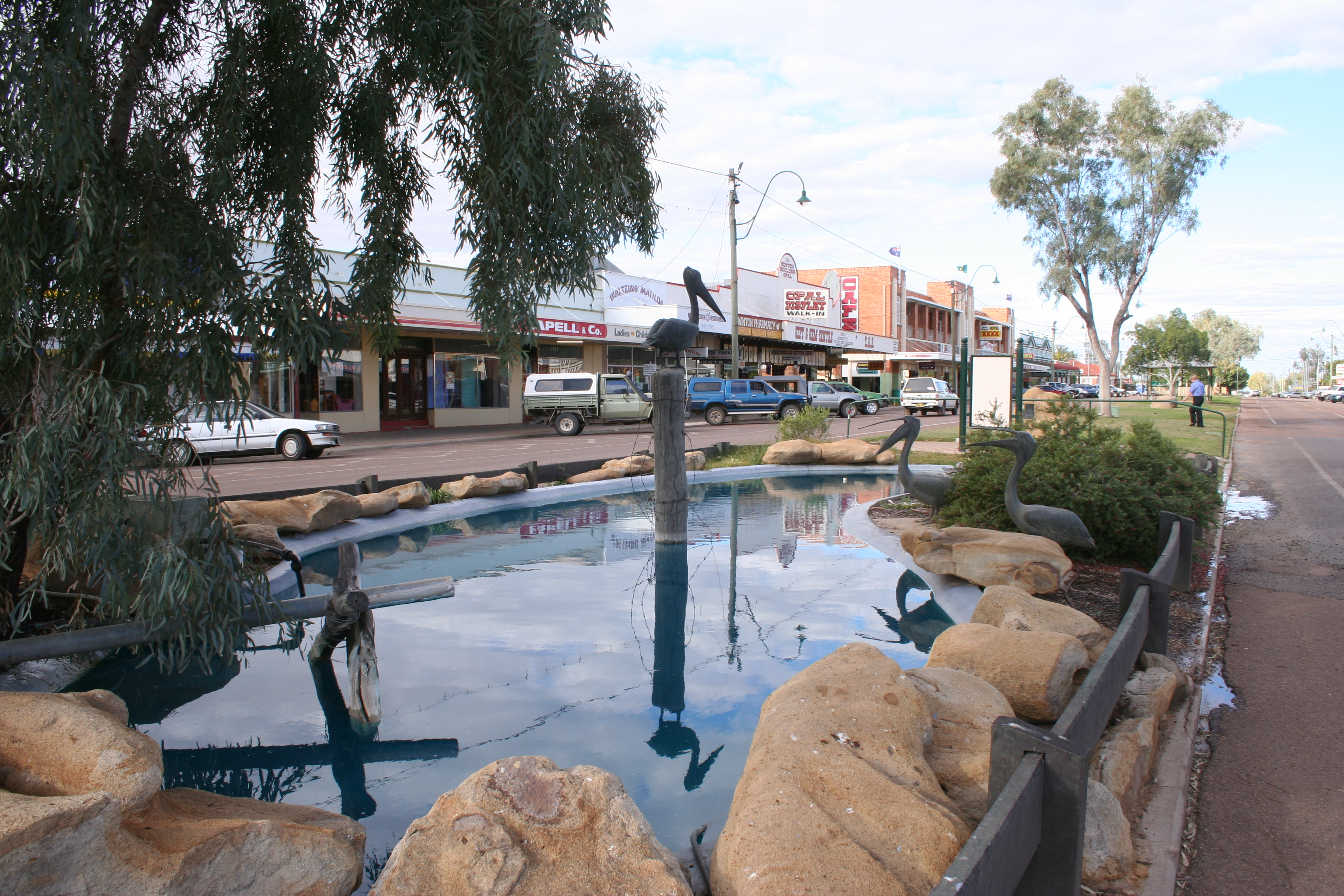
Центральная улица Уинтона

Уинтон (англ. Winton) — небольшой город в центральной части австралийского штата Квинсленд, центр графства Уинтон (англ. Winton Shire). Население города по оценкам на 2006 год составляло примерно одну тысячу человек, а население всего района — 1 400 человек (2008 год). Ближайший крупный город — Маунт-Айза (расположен в 420 километрах на северо-западе).